# Novočtení
Novočtení neboli relektura je v biblistice a teologii přizpůsobování poselství obsaženého v určitém textu novým okolnostem. Takto byly například v Novém zákoně nově vyloženy určité pasáže Starého zákona, a to zejména ve světle událostí spjatých s narozením, životem a ukřižováním Ježíše Krista.